# ألبرت مالوري
ألبرت مالوري هو سياسي كندي، ولد في 1 فبراير 1848، وتوفي في 1914. حزبياً، نشط في الحزب الليبرالي الكندي. وقد انتخب عضو مجلس العموم الكندي.